# Javier Zubillaga
José Javier Zubillaga Martínez noto come Javier Zubillaga (Logroño, 12 agosto 1959) è un allenatore di calcio, ex calciatore e dirigente sportivo spagnolo.

## Carriera

### Club
Formatosi nella cantera della Real Sociedad, esordì nel 1977 tra le file della squadra B, allora chiamata San Sebastián. Guadagnato un posto nella prima squadra nel 1981, vi esordì il 21 ottobre di quello stesso anno in occasione di una partita contro la squadra B dell'Athletic Club, il Bilbao Athletic.
Dopo aver giocato per sei anni alla Erreala (durante le quali vinse un titolo nazionale nella stagione di esordio e una Supercoppa nel campionato seguente) ricoprendo prevalentemente ruoli di riserva della squadra titolare, nel 1987 fu ceduto all'Espanyol con il quale disputò, nel 1988, la finale di Coppa UEFA. Concluse la sua carriera tra i Periquitos nel 1991.

### Dirigente
Dopo il ritiro divenne, durante gli anni novanta, direttore tecnico di alcune squadre della Primera División (Logroñés, Osasuna e Deportivo Alavés). Dal 2006 al 2008 ricoprì invece l'incarico di allenatore sulle panchine di Real Unión e Lleida per poi essere assunto come direttore sportivo del Córdoba

## Statistiche

### Presenze e reti nei club
| Stagione        | Squadra         | Campionato      | Campionato | Campionato |
| Stagione        | Squadra         | Comp            | Pres       | Reti       |
| --------------- | --------------- | --------------- | ---------- | ---------- |
| 1981-1982       | Real Sociedad   | PD              | 8          | 6          |
| 1982-1983       | Real Sociedad   | PD              | 18         | 1          |
| 1983-1984       | Real Sociedad   | PD              | 9          | -          |
| 1984-1985       | Real Sociedad   | PD              | 16         | 1          |
| 1985-1986       | Real Sociedad   | PD              | 11         | 2          |
| 1986-1987       | Real Sociedad   | PD              | 18         | 1          |
| 1987-1988       | Espanyol        | PD              | 27         | 2          |
| 1988-1989       | Espanyol        | PD              | 35         | -          |
| 1989-1990       | Espanyol        | SD              | 14         | 2          |
| 1990-1991       | Espanyol        | PD              | 14         | -          |
| Totale carriera | Totale carriera | Totale carriera | 226        | 9          |

## Palmarès

### Calciatore
- Campionato spagnolo: 1

1981-1982
- Coppa di Spagna: 1

Real Sociedad: 1987
- Supercoppa di Spagna: 1

1982